# عزلة سدس الحدود (أمانة العاصمة)
عزلة سدس الحدود هي إحدى عزل مديرية بني الحارث في محافظة أمانة العاصمة اليمنية. يبلغ تعداد سكانها 17859 نسمة حسب الإحصاء الذي أجري عام 2004.